# Bernabé Márquez
Bernabé José Márquez  (Buenos Aires, 17 de mayo de 1789 - San Isidro, 6 de junio de 1882) fue una personalidad y terrateniente sanisidrense. Fue propietario de la Chacra de los Márquez.

## Biografía
Bernabé José Márquez nació en San Isidro el 17 de mayo de 1789, hijo del matrimonio del capitán de artillería y alcalde de la Santa Hermandad José Mariano Márquez y doña Joaquina López Camelo, y nieto de Fernando Miguel Márquez y María de la Cruz López Camelo, de antigua raigambre criolla, descendiente de primeros pobladores teniendo en cuenta que descendían del Capitán de navío Portugués Manuel Márquez oriundo de la localidad portuguesa de Oreu, Viseu, llegado a estas tierras en el año 1670 quien contrajo matrimonio con Leonor Maldonado en el año 1680 en la Iglesia de San Nicolás de Bari.
En el libro escrito por el historiador Hialar Edmundo Gammalson titulado Los pobladores de Buenos Aires y su descendencia se describe como los Márquez provienen de la primera y segunda fundación de Buenos Aires, pero estos Márquez no son los antepasados de Bernabé . recorriendo los archivos generales de Córdoba y Buenos Aires y las Iglesias de San Nicolás de Bari, la Iglesia de San isidro fue posible llegar al antecesor directo en estas tierras que fue Manuel Márquez.
El hijo de Manuel llamado Juan Marquez contrajo matrimonio con Ana Ruiz de Ocaña, heredera de tierras en la zona de las Conchas, posteriormente llamado San Isidro. Juan Marquez muere muy joven y deja dos hijos varones en su descendencia , Pablo quien construye el famoso puente de Marquez usado durante la época colonial para transportar en carretas las frutas y verduras producidas en las chacras de la zona costera y Fernando Miguel quien llega al grado de teniente en el regimiento de caballería de frontera. Figura en archivos de indias su participación bajo el virrey vertiz en la lucha contra los portugueses en la banda oriental y contra los indios en la frontera sur. 
Bernabé participó a los 16 años en la batalla de Perdriel bajo las órdenes de Juan Martin De Pueyrredon luchando contra el regimiento 71 escocés, se mantuvo en la milicia al igual que su padre y su abuelo alcanzando el grado de Teniente de la 3a división del Escuadrón de Voluntarios de Caballería de la Frontera, el 15 de enero de 1814, y los despachos de Ayudante Mayor el 30 de mayo de 1816.( ver tomas de razón, AGN) Posteriormente con las jinetas de Sargento Mayor sirvió a las órdenes de Rondeau y Alvear. Acompañó como Edecán al Gobernador Martín Rodríguez en su expedición al sur, para luego intervenir en la guerra contra el Imperio del Brasil.
Su padre Mariano José también participó en la defensa de buenos aires en 1806 con el grado de capitán de artillería junto a su primo Bartolomé Márquez, presbítero de San Isidro quien arengaba a las tropas. Tuvo 13 hijos y al morir, siendo Bernabé el mayor de ellos y de acuerdo a la legislación española recibió la mayor parte de la herencia (mayorazgo) al morir Mariano en 1833 a la edad de 83 años ( ver sucesiones en archivo general de la nación). Durante el período de 1833 hasta 1850 se dedicó a trabajar sus tierras y formar parte del destacamento de caballería de la costa junto a sus hijos BernabeJosé (h), Telesforo Cayetano y Nicanor. El padre de Juan Manuel De Rosas era padrino de Bernabe por lo cual la amistad entre ambos era muy fuerte, sin embargo al ser perseguido Juan. Martin de Pueyrredon por la mazorca y tener que exiliarse produjo una ruptura entre ambos. Rosas decidió embargar la chacra de Bernabé a quien catalogaron de unitario, debiendo exiliarse a la banda oriental. Allí trabajo como confitero hasta que Rosas decide devolverle la chacra por pedido de los hijos de Bernabe.
Durante la batalla de Caseros Telesforo Cayetano Marquez, el segundo hijo en edad, quien peleaba en un batallón a favor de Rosas es muerto a la edad de 27 años (5/01/1825-9/02/1852) -dejando una viuda, Carmen Bambil y dos pequeños hijos Toribio Bernabe (17/04/1851 - 1926) y Matias Cayetano (1849)-. Exiliado Rosas en Inglaterra, Bernabé comienza su función política en el partido de San Isidro.
Cabe destacar que Cirila Márquez (hermana de Bernabé) estaba casada con Genaro Eustaquio Rua quien fuera Alcalde y Juez de Paz, entre los años 1848 y 1851, de probada filiación federal, sin que por ello empleara su influencia para evitar la persecución que debió sufrir su cuñado .en 1855 fue elegido Juez de Paz, remplazándolo a don Victorino José de Escalada, que ya lo había sido por octava vez. Luego de creadas en 1855 las Municipalidades, en 1857 a Márquez le tocó reemplazar en el cargo al primer Presidente Municipal Fernando Alfaro.
Bernabé José Márquez falleció en San Isidro a los 93 años de edad, el 6 de junio de 1882. Se había casado con Francisca de la Serna, natural de Buenos Aires, con quien tuvo descendencia ( 10 hijos ), entre ellos el capitán Bernabé Márquez ascendido a sargento mayor post mortem después de la batalla de Paso de la Patria bajo las órdenes del coronel Conesa y el teniente coronel Boer el 31 de enero de 1866, en Paraguay y el teniente Mariano Márquez muerto en acción en la batalla de Curupayti el 22 de septiembre de 1866. Otros descendientes fueron el capitán Nicanor María Márquez, quien resultara herido y condecorado por la valentía demostrada durante el sitio de Curupayti, quien combatiera además en Cepeda, Pavón y fuese uno de los firmantes en el Acuerdo de San Nicolás, y de quien descienden varias familias patricias sanmartinenses, como los Gammalsohn, Grosse, Chiappara, Miño, entre otros; y don Obdulio Márquez,  destacado comerciante, quien contrajo matrimonio en San Martín el 20 de febrero de 1869 con doña Pastora Justa Naón, hija del Juez de Paz y Comandante de la Guardia Nacional de San Martín don Luis Naón (y Capanegra) y de su esposa doña Carmen Rocha.

## Obra Municipal
Su acción municipal fue fecunda y progresista pues durante su gestión se extendió el alumbrado público, se implantó el servicio de limpieza domiciliaria, la primera mensajería y mejoró la atención sanitaria de la población.
También se ocupó de la refacción del templo parroquial y de las obras de mejoramiento del cementerio local.
En 1860 promovió la primera escuela pública, iniciativa que, luego de algunas postergaciones burocráticas, se vio concretada con el nombre "Escuela Rural de San Isidro".